# Pero chanchamaya
Pero chanchamaya là một loài bướm đêm trong họ Geometridae.